# Yampil (huyện)
Huyện Yampil (tiếng Ukraina: Ямпільський район, chuyển tự: Yampils'kyi raion) là một huyện của tỉnh Vinnytsia thuộc Ukraina. Huyện Yampil có diện tích 788 km², dân số theo điều tra dân số ngày 5 tháng 12 năm 2001 là 47683 người với mật độ 61 người/km2. Trung tâm huyện nằm ở Yampil.